# Бюро розвідки кабінету міністрів Японської імперії
Бюро розвідки кабінету міністрів (яп. 内閣情報局) це бюро було урядовою організацією що діяло в Японській імперії. Воно було засноване у 1940 році на прохання тогочасного японського прем'єр-міністра Коное Фумімаро. Основною метою цієї організації було покращити про японську громадську думку щодо того, що відбувалося під час другої світової війни. Його основні обов’язки включали збір інформації, повідомлення про рекламу та регулювання чи заборону тих, чи інших публікацій. Вони поширювали урядову пропаганду як в самій Японській імперії, так і за її межами. Загалом в цій організації працювало близько 160 японських офіцерів.

## Історія
Наприкінці 1930-х років уряд Японської імперії переосмислив термін «громадянин» як агента, який сприяє (підтримує) війни (війну) за власним бажанням, але під впливом урядовців, критиків та інших.
Уряд Японської імперії пропагував та підтримував концепцію «тотальної війни». Тому вони очікували, що приватні громадяни будуть брати участь у війні. Уряд Японської імперії використовував ЗМІ для пропаганди серед своїх громадян патріотизму та активної їх участі. ЗМІ використовувалися для протистояння ворожій ідеології та перемоги в ідеологічній війні. Це було названо «теорією ідеологічної та рекламної війни». ЗМІ визначалися як раціональний спосіб виробництва «громадян». Наприклад, рекламний дискурс наголошував на існуванні ворога, щоб просувати «незалежність» і стверджувати, що «капіталізм» є найгіршим ворогом.
Комітет Кабінету міністрів Японської імперії з питань розвідки був створений як перша національна центральна розвідувальна організація Японської імперії в липні 1936 року. Розвідувальний комітет Кабінету (міністрів Японської імперії), який у вересні 1937 року було реорганізовано та посилено додатковою роботою для національного руху духовної мобілізації, перетворився на Департамент розвідки Кабінету міністрів Японської імперії. Однак і Комітет з розвідки Кабінету міністрів Японської імперії й Департамент розвідки Кабінету міністрів Японської імперії відповідали головним чином за зв’язок і координацію інформації та реклами, обидва з яких контролювалися окремими японськими міністерствами. Керівництво прем’єр-міністра Японської імперії Коное Фумімаро зробило відділ розвідки Кабінету більш надійним і в грудні 1940 року він офіційно заснував Бюро розвідки кабінету міністрів Японської імперії.
Організація (бюро) використовувала імператорський театр у Хібії, Токіо як свій офіс. Першим президентом організації був Нобухумі Іто, а потім Масаюкі Тані, Ейдзі Амоу, Такетора Огата, Хіроші Сімомура та Тацуо Каваї.

## Організаційна структура
Бюро розвідки кабінету міністрів Японської імперії мало власну ієрархію що складалася з чотирьох основних рівнів:
- Президент
- Заступник директора Кабінету інформації
- Відповідальний секретар
- Підрозділи
- Адміністративний менеджер
  - Перший відділ: відповідальний за планування.
  - Другий відділ: роль звітності.
  - Третій відділ: примусовий щодо зовнішньої політики.
  - Четвертий відділ: відповідає за регулювання.
  - П'ятий відділ: пов'язаний з культурою.

Загалом до кожного відділу було приписано тридцять чинних японських військових старшин (офіцерів), які належали до імператорського флоту чи армії Японської імперії. Іншими словами ця організація (бюро) була під контролем та впливом японської військової влади. Найважливіший відділ брав під свій контроль тираж газет і займався регламентацією та інструкціями, що стосувалися загального мовлення. На початку війни на Тихому океані роль організації перейшла від «регулювання мови» до «компонентів мови». Організація використовувалася для регулювання мовлення в обов'язковому порядку. Крім того, вони повністю позбавили редакційний контроль від газетних видавництв і брали участь у процесі випуску газет шляхом «співбесіди», «запиту», «пояснення» та «інструктажу».

## Кінець організації
Бюро розвідки Кабінету міністрів Японської імперії не досягло успіху у своїй місії контролювати засоби масової інформації в середині Японської імперії й тому окремі частини Японської імперії залишалися поза впливом цієї організації.  Коли Японська імперія програла другу світову війну у квітні 1945 року, організація почала закриватися. Організація ненадовго продовжувала працювати після поразки, однак організація остаточно призупинила свої функції, такі як регулювання та інструкції для засобів масової інформації, а також свою мету опублікувати як меморандум, який стосувався додаткових заходів щодо свободи для газет. В одному зі своїх останніх актів організація заборонила випуск усіх газет, які публікували фотографії зустрічі імператора Японії з американським генералом Дугласом Макартуром у вересні 1945 року. Організація була повністю ліквідована 31 грудня 1945 року.

## Вплив розвідувальних організацій кабміну міністрів Японської імперії

### Виставка ідеологічної війни
У відділі розвідки кабінету міністрів Японської імперії у лютому 1938 р. відбулася виставка  «ідеологічної війни», на якій були представлені різні матеріали та продукції. Наприклад, плакати національно-духовного мобілізаційного руху, антияпонські в Республіці Китай та Радянському Союзі, заява, пов’язана з політикою соціалізму, опублікована Гаку Сано та Садачіка Набеяма, а також панорама під назвою «Друга китайсько-японська війна». та «ідеологічна війна». Компонент намагалися зробити візуально та широко, щоб громадяни зрозуміли національну пропаганду з позиції японської системи «тотальної війни».

### Фототижневий звіт
Як один з інструментів просвітницької реклами в Інформаційному бюро кабінету міністрів Японської імперії, тижневий фотозвіт був опублікований у лютому 1938 року після півмісяця з початку другої японо-китайської війни та припинений у липні 1945 року. Журнал уникав складного виразу й використовував не лише речення, а й малюнки, щоб громадянам було легше зрозуміти пропаганду уряду Японської імперії. Журнал був популярним серед громадськості Японської імперії, і його передплачували всі японські громади, школи та підприємства. Його назвали «найкращим національним пропагандистським журналом Східної Азії».